# هونغكو ديلين للتكنولوجيا
جامعة هونغكو ديلين للتكنولوجيا (HDUT) (بالصينية: 宏國德霖科技大學) هي جامعة خاصة في منطقة توتشنغ، مدينة تايبيه الجديدة، تايوان.
تقدم الجامعة برامج البكالوريوس والدراسات العليا في العديد من المجالات، بما في ذلك الهندسة الميكانيكية، الهندسة الكهربائية، علوم الكمبيوتر، إدارة الأعمال، تصميم الاتصالات المرئية، والصناعات الثقافية والإبداعية.
تضم الجامعة ست كليات:
1. كلية الهندسة
2. كلية الأعمال
3. كلية التصميم
4. كلية العلوم الإنسانية والاجتماعية
5. كلية الإعلام والاتصال
6. كلية القانون والشؤون العامة.

## التاريخ
تأسست جامعة هونغكو ديلين للتكنولوجيا في عام 1972 باسم جامعة سزي هاي للتكنولوجيا. في عام 1978، تولت شركة إنشاءات هونغكو والشركات التابعة لها إدارة الجامعة. في عام 1991، غيرت الجامعة اسمها إلى جامعة سزي هاي للتكنولوجيا والتجارة . وفي عام 2001، تم إلغاء تصنيفها إلى معهد ديلين للتكنولوجيا. في عام 2017، غيرت الجامعة اسمها إلى جامعة هونغكو ديلين للتكنولوجيا.

## المراكز والكليات وأقسامها
- الهندسة
  - الهندسة الميكانيكية
  - الهندسة المدنية
  - هندسة الإلكترونيات
  - علوم الحاسوب وهندسة المعلومات
  - هندسة الحاسوب والاتصالات
- الإدارة والتصميم
  - إدارة الأعمال
  - اللغة الإنجليزية التطبيقية
    - اللغات الأجنبية التطبيقية

  - إدارة العقارات
  - التصميم المكاني والداخلي
  - تصميم المنتجات الإبداعية
- البيئة البشرية
  - إدارة الأعمال الترفيهية
  - إدارة الضيافة
  - فنون الطبخ
  - المعارض والمؤتمرات والسياحة
- مركز التعليم العام
- مركز اللغات الأجنبية

## خريجون متميزون
- تشين هونغ تشانغ، عضو المجلس التشريعي (1993–2005)

## وصلات
يمكن الوصول إلى الجامعة على بعد مسافة قصيرة سيرًا على الأقدام شرق محطة توتشنغ لمترو تايبيه.

## طالع أيضًا
- قائمة الجامعات في تايوان
- قائمة الجامعات الصينية